# Athyrma rufiscripta
Athyrma rufiscripta là một loài bướm đêm trong họ Erebidae.